# ألان إم. براندت
ألان إم. براندت (بالإنجليزية: Allan M. Brandt)‏ هو مؤرخ أمريكي، ولد في 1953 في واشنطن العاصمة في الولايات المتحدة.